# Разумовская, Мария Григорьевна
Графиня Мария Григорьевна Разумовская, урождённая княжна Вяземская, в первом браке княгиня Голицына (10 (21) апреля 1772 — 9 (21) августа 1865) — фрейлина, статс-дама, представительница дворянства, скандально проигранная в карты своим первым мужем; кавалерственная дама ордена Св. Екатерины.

## Биография
Дочь статского советника князя Григория Ивановича Вяземского (?—1805) от второго его брака с Беклемишевой родилась 10 (21) апреля 1772 года. Старшей сестрой её была бывшая фрейлина Екатерины II, старица Евфросиния; брат — князь Николай Григорьевич, сенатор.
Совсем юной, в 1789 году, была выдана замуж за князя Александра Николаевича Голицына (1769—1817), владельца огромного состояния в 40 тысяч крепостных душ. В обществе он имел репутацию человека крайне неприятного и грубого, отличался самодурством, за что в Москве его прозвали «Cosa rara» («редкая вещица») именем одной модной оперы того времени «Una cosa rara». Голицын очень быстро растратил всё своё состояние, ради которого за него и отдавали Марию Григорьевну.

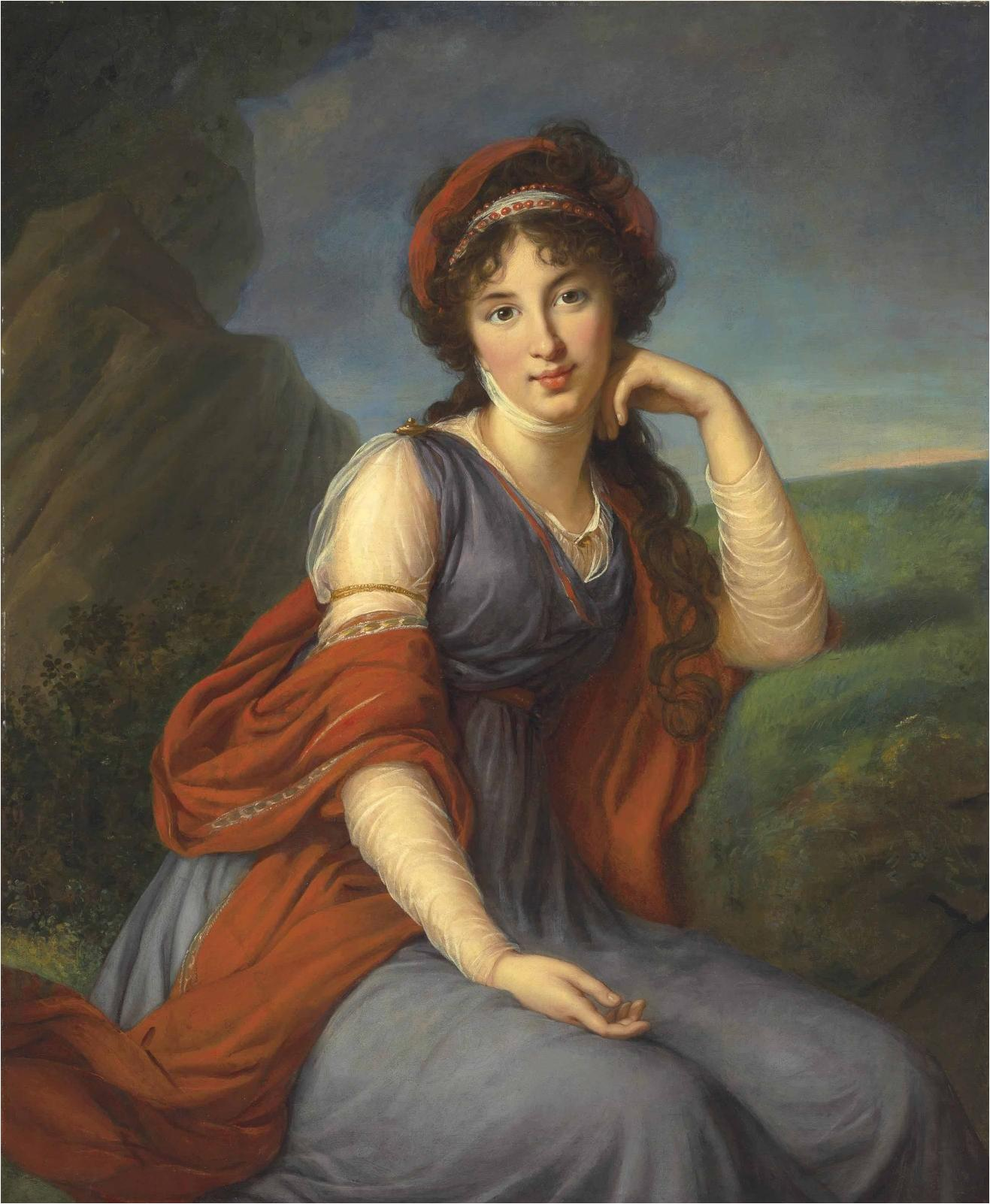
Элизабет Виже-Лебрен. «Мария Вяземская, княгиня Голицына». 1798.

На одном из балов она познакомилась с графом Львом Кирилловичем Разумовским, и тот безнадёжно в неё влюбился. Брат Марии, Николай Григорьевич, был женат на племяннице графа Льва Кирилловича, и в их доме граф часто встречался с княгиней Голицыной. Влюбился граф так страстно, что стал искать возможность вызволить «печальную красавицу», как называли Марию Григорьевну, отвечавшую ему взаимным чувством.

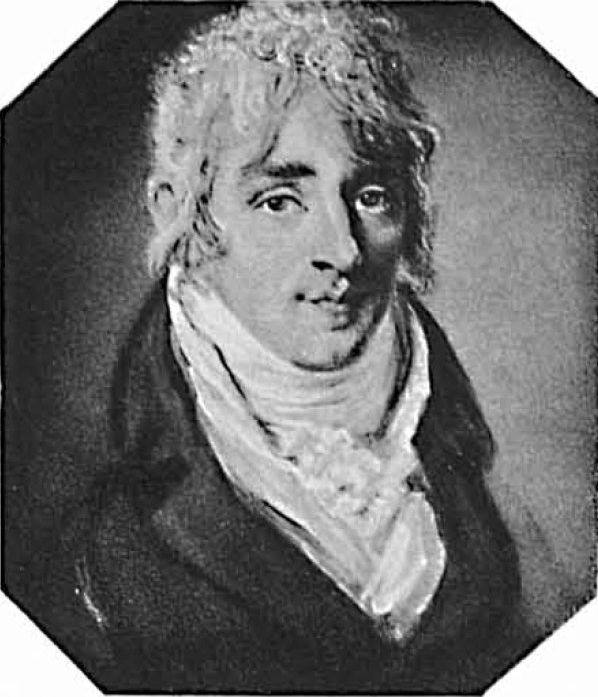
Л. К. Разумовский

Разумовский нашёл ту слабость, которой можно было воспользоваться — он сошёлся с ним за карточным столом. Называются различные даты этой игры — между 1799 и 1802 годом. Разумовский раз за разом выигрывал и довёл Голицына до отчаяния. И тогда граф предложил тому пойти ва-банк: Мария Григорьевна против всего, что он выиграл. Сначала князь отказался, но вынужден был решиться на эту авантюру… и вновь проиграл. Из выигрыша Разумовский не взял ни копейки денег, забрав с собой только Марию Григорьевну. С тех пор они жили, как муж и жена.
Конечно, Мария Григорьевна была глубоко оскорблена тем, что её, урождённую княжну Вяземскую, выиграли в карты; об этой скандальной истории говорили во всех домах Москвы и Санкт-Петербурга. Однако, именно благодаря широкой огласке она смогла получить развод с Голицыным: церковь усмотрела такое поругание священных уз брака со стороны мужа настолько вопиющим, что без колебаний дала согласие на расторжение брака.
Получив развод, Мария Григорьевна в 1802 году обвенчалась со Львом Кирилловичем Разумовским, с согласия первого мужа, сохранившего дружеские отношения к обоим. Семья Разумовских была недовольна, но молодая, прелестная графиня очень быстро очаровала своих новых родственников. Московское общество беспощадно осуждало безнравственный поступок Марии Григорьевны, хотя и не отказывалось посещать её балы и приёмы в доме на Тверской и в Петровском-Разумовском. Но при всей симпатии ко Льву Кирилловичу Разумовскому и к его любовной истории, в большом свете принимать его жену не могли. Спас положение император Александр I; историю эту так описал П. А. Вяземский:

Брак, разумеется, не был признан законным, то есть не был официально признан; но семейством графа, то есть Разумовскими, графом Кочубеем, Наталией Кирилловной Загряжской, Мария Григорьевна была принята радушно и с любовью. Дядя графа, фельдмаршал граф И. В. Гудович, был в Москве генерал-губернатором. В один из приездов императора Александра дядя, вероятно, ходатайствовал перед его величеством за племянника и племянницу. На одном бале в наместническом доме государь подошел к Марье Григорьевне и громко сказал: «Madame la comtesse, voulez vous me faire l’honneur de danser une polonaise avec moi?». С той минуты она вступила во все права и законной жены, и графского достоинства. Впрочем, общество как московское, так и петербургское, по любви и уважению к графу и по сочувствию к любезным качествам жены, никогда не оспаривало у неё этих прав.
— Старая записная книжка
В 1809 году брак был признан. Считается, что эта история легла в основу поэмы Лермонтова «Тамбовская казначейша». Общих детей у Разумовских не было, но они взяли в семью воспитанника Ипполита Ивановича Подчасского, который впоследствии стал сенатором и действительным тайным советником, а также двух воспитанниц. Есть предположения, что это были незаконные дети Льва Кирилловича: Ипполит Иванович был сыном от связи с Прасковьей Михайловной Соболевской (в замужестве Ландер).

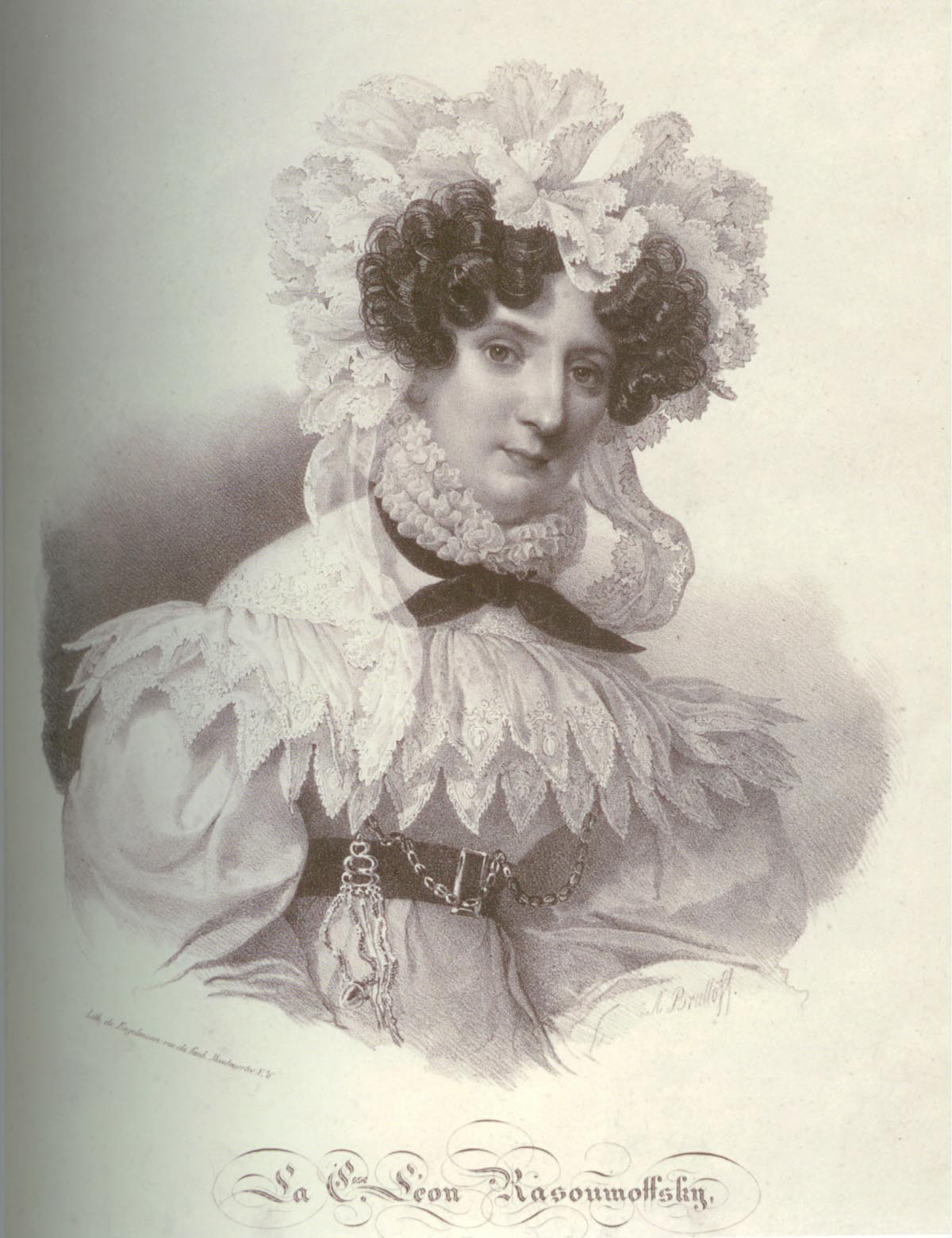
М. Г. Разумовская на портрете А. П. Брюллова

Брак Разумовских был самый счастливый. Супруги почти не расставались и во время вынужденных и недолгих разлук вели деятельную переписку. В 1818 году графиня овдовела. Разумовский завещал все свои малороссийские имения жене в полную собственность. Однако один из братьев Разумовского, Алексей Кириллович, затеял процесс, в котором он оспаривал законность брака и вследствие того и право на наследие. После трёх лет упорной тяжбы, в течение которых Мария Григорьевна жила, имея ограниченные средства которые для неё равнялись полной нищете, процесс был выигран и по совету докторов графиня отправилась поправлять здоровье за границу. Поездка благотворно подействовала на неё.

Она в глубине души осталась верна любви и воспоминаниям своим, но источник слез иссяк: траур жизни и одеяний переменился на более светлые оттенки. Она не забыла прежней жизни своей, но переродилась на новую. Париж, Вена приняли её радушно: дом её сделался опять гостеприимным. <…> Г-жа Жирарден в известных остроумных парижских письмах своих, печатаемых за подписью виконта де-Лоне, упоминает о графине Разумовской и её парижском салоне. Благодарный Карлсбад посвятил ей памятник: она была на водах душою общества и хороводицею посетителей и посетительниц этого целительного уголка. <…> По возвращении своем в Россию она тотчас устроила положение своё в Петербурге и заняла в обществе подобающее ей место. Дом её сделался одним из наиболее посещаемых. Обеды, вечеринки, балы — зимою в городе, летом на даче — следовали непрерывно друг за другом. Не одно городское общество, но и царская фамилия были к ней благоприятно расположены. Император Николай и государыня Александра Феодоровна были к ней особенно милостивы и удостаивали праздники её присутствием своим. И её принимали они запросто в свои немноголюдные собрания. Великий князь Михаил Павлович, который любил шутить и умел вести непринужденный и веселый разговор, охотно предавался ему с графинею. <…> Но, при всей любви своей к обществу, соблазнам и суетным развлечениям его, она хранила в себе непочатый и, так сказать, освещенный уголок, предел преданий и памяти минувшего. Рядом с её салонами и большой залою было заветное, домашнее, сердечное для неё убежище. Там была молельня с семейными образами, мраморным бюстом Спасителя, работы знаменитого итальянского художника, с неугасающими лампадами и портретом покойного графа.
— Старая записная книжка
Графиня Разумовская охотно делила своё богатство с родственниками и дальними, нуждающимися в пособии. Своему брату, князю Николаю Вяземскому, она подарила в 1818 году свой великолепный дом на Тверской, где в 1831 году разместился Английский клуб, а сама поселилась в Петербурге.
В своём доме на Большой Морской ул., д. 29 графиня Разумовская принимала весь высшей свет, все три молодые великие княжны (Мария, Ольга и Александра) дебютировали в её салоне. В январе 1837 года у неё на балу Пушкин предложил советнику английского посольства Артуру Меджнису быть его секундантом на предстоящей дуэли, но последний отказался. По словам графа Бутурлина, графиня Разумовская была «мотовка, обремененная долгами, но весьма изворотливая барыня и находчивая в средствах поддержать блеск своего салона; операция эта облегчалась ей самим двором».
Рассказывали, что она продала своё значительное имение Карловку под опеку великой княгине Елене Павловне на условиях пожизненного получения крупной суммы в виде ренты. Великая княгиня согласилась на столь тяжёлую для неё сделку ввиду того, что по теории вероятностей не так долго пришлось бы ей выплачивать годовую ренту женщине, которой было в 1840 году около семидесяти лет. Расчет, однако, оказался неверным, и к ущербу великой княгини Разумовская прожила более двадцати лет после этой сделки. В шестьдесят лет Разумовская ещё превосходно ездила верхом и удивляла окружающих юношеской осанкой. Сенатор К. И. Фишер вспоминал, как его поразила графиня Разумовская в Карлсбаде:

Первый раз я увидел её окруженной кавалерами, верхом на пылком вороном жеребце. Амазонка обращена была ко мне спиной, рослая, стройная, в чёрном платье, грациозно и смело сдерживающая коня, который не хотел стоять спокойно и грыз удела с лихорадочным нетерпением. Мне пришло неодолимое желание видеть лицо амазонки, я зашел почти бегом вперед, и далеко вперед, чтобы иметь более времени насладиться зрением лица, прекрасного, как я себя уверил; но каково же было мое удивление, когда я увидел старуху за 60 лет, с огромным носом и лицом грязно-желтого цвета, как старая незолоченая бронза.

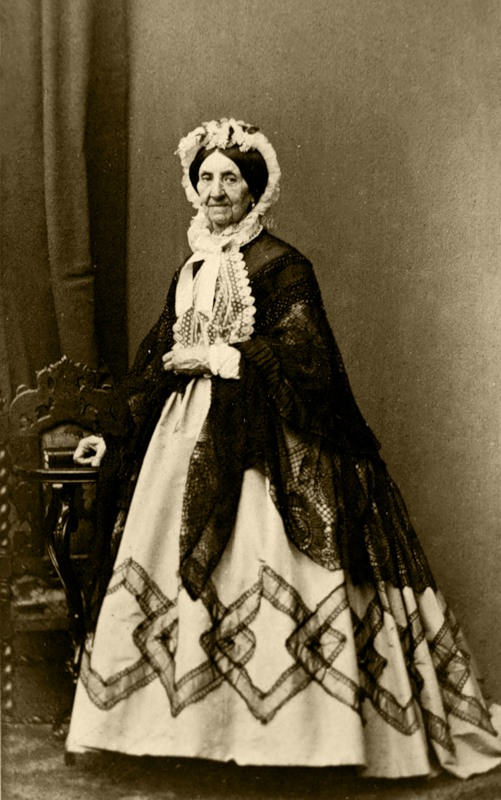
М. Г. Разумовская (1865)

Имея слабость к нарядам, Разумовская ездила каждые три, четыре года за ними во Францию, привозя оттуда до трёхсот платьев, причём предпочитала яркие цвета. Перед коронацией Александра II, когда ей было уже 84 года, она специально поехала в Париж, чтобы запастись там новыми туалетами. Почти до самой смерти она одевалась, как молодая женщина, в шляпки и платья светлых и ярких колоров с перьями и цветами и выезжала на вечера с открытою шеею. Все общество до того под конец привыкло к её туалетам, что иные люди даже находили, что наряды эти к ней идут. В 1859 году графиня М. Г. Разумовская получила орден Св. Екатерины (малого креста).
В начале 1860-х годов жила в доме на Сергиевской ул., д. 7, где для своей внучки, княжны Марии Вяземской, давала великолепные балы. К. Ф. Головин вспоминал: «у старухи Разумовской … почти каждый вечер была неизменная партия в преферанс, в которой участвовали … Гагарин, графиня С. В. Комаровская и мой отец». Пётр Вяземский, говоря о графине отмечал, что «под радужными отблесками светской жизни, под пестрою оболочкою нарядов парижских нередко таятся в русской женщине сокровища благодушия, добра и сердоболия. Надобно только иметь случай подметить их и сочувственное расположение, чтобы их оценить и воздать им должную признательность».
Умерла в Петербурге 9 (21) августа 1865 года и была похоронена в Москве на 5-м участке кладбища Донского монастыря рядом с мужем.